# Florenz Ziegfeld junior

Florenz Ziegfeld Jr.

Florenz „Flo“ Ziegfeld Jr. (* 21. März 1867 in Chicago, Illinois; † 22. Juli 1932 in Hollywood, Kalifornien) war ein US-amerikanischer Theater- und Filmproduzent.

## Leben
Sein gleichnamiger Vater, Florenz Ziegfeld senior (1841–1923), wurde in Jever in der Großen Wasserpfortstraße geboren. Seine Mutter war Rosalie de Hez (* 1848); sie wurde in Belgien geboren und war die Großnichte von General Étienne-Maurice Gérard.
Seine Vorfahren waren Pächter des Hohewerther Grashauses gewesen; die Eltern wohnten seit 1840 im Haus der Erben des Stadtkämmerers Eden. Als schon bekannter Pianist ging Florenz Ziegfeld Sr. 1863 in die Vereinigten Staaten. Nach kurzer Konzerttätigkeit bekam er 1867 ein Lehramt am soeben gegründeten Chicago Musical College, dem er später als Präsident vorstand. Als Kind erlebte der Sohn den Chicagoer Stadtbrand von 1871.
Florenz Ziegfeld junior wurde einer der bekanntesten Theaterproduzenten für aufwändige Bühneninszenierungen am Broadway seiner Zeit. Mit seinem Mentor Buffalo Bill entwickelte er mit Akrobaten, Jongleuren, Komikern und einer Anzahl von Tänzerinnen u. a. seine Show Ziegfeld Follies. Gemeinsam mit Louis B. Mayer, Samuel Goldwyn und Irving Thalberg produzierte er 1925 den in der Produktion aufwendigen Stummfilm Ben Hur. 1927 gründete er in New York das Ziegfeld Theatre.
Von 1887 bis 1913 lebte Florenz Ziegfeld mit der polnisch-französischen Bühnenkünstlerin Anna Held, die er auf einer Europareise bei der Suche nach Talenten für seine Shows in London entdeckt hatte, in einem eheähnlichen Verhältnis zusammen. Diese Beziehung zerbrach jedoch aufgrund einer Affäre Ziegfelds. Kurz darauf lernte er die fünfzehn Jahre jüngere Schauspielerin Billie Burke kennen und heiratete diese im Jahre 1914. Die Ehe hielt bis zum Tode Ziegfelds 1932. Ihr entstammt seine Tochter Patricia, der er zum sechsten Geburtstag einen Elefanten namens Ziggy schenkte.
Florenz Ziegfeld junior war Freimaurer in der Accordia Lodge No. 277 in Chicago.

## Verfilmung
Das Leben von Florenz Ziegfeld Jr. wurde in einem 1936 erschienenen Film mit William Powell in der Hauptrolle verfilmt. Metro-Goldwyn-Mayer hatte von der Witwe Billie Burke die Filmrechte erworben und setzte diese in einem aufwendig produzierten Film mit dem Titel Der große Ziegfeld um. Der Plot von Der große Ziegfeld hält sich an die reale Lebensgeschichte Ziegfelds, ändert jedoch in einigen Punkten die historischen Fakten, wie zum Beispiel den Todesort Ziegfelds. Der Film wurde bei Publikum und Kritikern ein großer Erfolg und gewann bei der Oscarverleihung 1937 die Auszeichnung für den besten Film.

## Filmografie (Auswahl)
- 1930: Whoopee!